# Magliana Vecchia
Magliana Vecchia är Roms fyrtionde zon och har beteckningen Z. XL. Zonen Magliana Vecchia bildades år 1961. 
Magliana Vecchia gränsar till La Pisana, Portuense, Tor di Valle och Ponte Galeria.

## Kyrkobyggnader
- Cappella di San Giovanni Battista, ritat av Donato Bramante, med fresker av Rafael

## Arkeologiska lokaler
- Magazzini dello Scalo
- Ponti romani al fosso della Magliana
- Villa dell'Infernaccio

## Monument och sevärdheter
- Castello della Magliana
- Residence Le Torri
- Palazzo della Esso
- Centro Toyota, ritat av Kenzō Tange
- Riserva naturale della Tenuta dei Massimi
- Ospedale San Giovanni Battista

## Kommunikationer
- Järnvägsstationen Muratella på linjen Roma-Fiumicino